# Cytospora prunorum
Cytospora prunorum är en svampart som beskrevs av Sacc. & P. Syd. 1904. Cytospora prunorum ingår i släktet Cytospora och familjen Valsaceae.   Inga underarter finns listade i Catalogue of Life.